# Robert S. Kerr
Robert Samuel Kerr, född 11 september 1896 i Indianterritoriet, död 1 januari 1963 i Washington, D.C., var en amerikansk demokratisk politiker. Han var guvernör i delstaten Oklahoma 1943–1947. Han representerade Oklahoma i USA:s senat från 1949 fram till sin död.
Kerr studerade juridik vid University of Oklahoma. Han deltog i första världskriget i USA:s armé som underlöjtnant (Second Lieutenant) i fältartilleriet. Han var styrelseordförande i oljeindustriföretaget Kerr-McGee Oil Industries, Inc.
Kerr efterträdde 1943 Leon C. Phillips som guvernör i Oklahoma. Han efterträddes fyra år senare av Roy J. Turner. Senator Edward H. Moore kandiderade inte till omval i senatsvalet 1948. Kerr vann valet och efterträdde Moore i senaten i januari 1949. Han avled 1963 i ämbetet och efterträddes av J. Howard Edmondson.
Kerr var baptist och frimurare. Han gravsattes på Rose Hill Cemetery i Oklahoma City. Den nuvarande gravplatsen är på familjekyrkogården Kerr Family Cemetery i Ada.